# Fim de Semana no Parque
"Fim de Semana no Parque" é uma canção do grupo brasileiro de rap Racionais MC's, lançada em 1993.

## Canção
Primeira canção do LP Raio X do Brasil (1993), "Fim de Semana no Parque" narra um final de semana em um parque localizado a uma hora da "quebrada" do narrador, na periferia sul de São Paulo. Durante o percurso entre o parque e a casa, o personagem cita bairros da região - como o Parque Santo Antônio, Parque Regina, Parque Ipê, Jardim Ingá, Parque Arariba, Morro do piolho entre outros - e aponta os contrastes entre a vida dos "manos" e "playboys" que encontra pelo caminho. Com uma crítica afiada à desigualdade social, a letra denuncia abertamente a pobreza na periferia, presença das drogas e assassinato de parceiros, mas também exalta o coletivismo e a união dessa população.
Em um ensaio feito em 1999, a psicanalista Maria Rita Kehl diz que a "inveja da vida dos ricos, dos bairros burgueses, dos privilégios" presente na letra é inevitável, enquanto não há "nada de sombra e água fresca; nada de "área de lazer" na periferia.

## Participação especial
O cantor Netinho de Paula faz uma participação no final da canção.

## Base musical
O refrão da canção usa samples de três frases ("vamos passear no parque", "deixa o menino brincar" e "vou rezar para este domingo não chover"'), oriundas de duas "Dumingaz" e "Frases", de Jorge Ben.

## Créditos
- Voz - Mano Brown e Edy Rock
- Voz Extra - Ice Blue
- Participações Especiais - Negritude Júnior
- KL Jay - Samples, Scratch, Bateria Eletrônica e Assovio